# Bol d'Ormside
Le bol d'Ormside (Ormside bowl en anglais) est un objet d'art anglo-saxon datant de la deuxième moitié du VIIIe siècle.
Il s'agit d'un bol formé d'une couche intérieure d'or moulu et d'une couche extérieure de vermeil. L'extérieur est décoré de motifs à entrelacs représentant des animaux et des plantes.
Cet objet a été découvert en 1823 à Great Ormside (en), en Cumbria. Il est exposé au Yorkshire Museum, à York.

## Description
Le bol d'Ormside mesure 13,8 cm de diamètre sur 4,5 cm de hauteur. Il se compose de deux bols encastrés l'un dans l'autre et fixés à l'aide de rivets. Le bol intérieur est en or moulu (bronze doré), tandis que le bol extérieur est en vermeil (argent doré). Ce dernier est décoré de motifs à entrelacs représentant des plantes avec leurs feuilles et des grappes de fruits, des animaux quadrupèdes et des oiseaux plus ou moins réalistes.
Par sa taille et sa forme, le bol d'Ormside se rapproche des bols découverts dans le trésor de Saint-Ninian (en), en Écosse. Ses décorations rappellent quant à elles l'art religieux anglo-saxon du VIIIe siècle, comme les enluminures de l'évangéliaire Barberini, les frises de l'église (en) de Breedon on the Hill ou surtout la croix de Rupert (de),.

## Découverte et conservation
Le bol a été découvert à l'église Saint-Jacques (en) de Great Ormside (en), dans l'actuelle paroisse civile d'Ormside, en Cumbria. Il est offert à la Yorkshire Philosophical Society en 1823 et fait partie des collections du Yorkshire Museum depuis son ouverture, en 1830.
Les conditions exactes de sa découverte sont inconnues. En 1898, une épée viking est découverte dans le cimetière de l'église, et les historiens considèrent souvent que le bol partage la même origine. L'historien de l'art David M. Wilson estime cependant que le bol n'a jamais été enterré, car il est trop bien conservé pour cela.